# Campeonato Paraibano de Futebol de 1924
O Campeonato Paraibano de Futebol de 1924 foi organizado e dirigido pela Liga Desportiva Parahybana. Contou com a participação de 5 times e no final o Esporte Clube Cabo Branco conquistou o seu segundo título estadual.

## Participantes
O campeonato estadual de 1924 contou com 5 participantes, todos da cidade de Paraíba (Atual João Pessoa), capital do estado, foram eles:
- América Football Club;
- Clube do Remo;
- Esporte Clube Cabo Branco;
- Palmeiras Sport Club; e
- Pytaguares Futebol Clube.

## Vencedor
| Campeonato Paraibano de Futebol de 1924       |
| --------------------------------------------- |
| Esporte Clube Cabo Branco Campeão (2º título) |